# Idade gestacional
A idade gestacional é o tempo, medido em semanas ou em dias completos, decorrido desde o início da última menstruação (ou data da última menstruação - DUM) da mulher grávida.
O primeiro dia do último ciclo menstrual ocorre aproximadamente 2 semanas antes da ovulação e cerca de 3 semanas antes da nidação do blastocisto. Observa-se, assim, uma diferença aproximada de duas semanas entre a idade gestacional e a idade embrionária (considerada a partir da fecundação).
A idade gestacional é medida em períodos completos, pelo que o 1º dia de cálculo (o início da DUM) é o dia "zero" e não o dia "um", e os dias 0 a 6 correspondem à "semana zero". Por isso um feto com 25 semanas e cinco dias é considerado como um feto com 25 semanas.

## Conceitos associados
- Gravidez pré-termo - gravidez com menos de 37 semanas de idade gestacional (menos de 259 dias). Neste caso o feto é considerado prematuro.[1]
- Gravidez a termo tem, em média, 40 semanas (280 dias), embora sejam considerados normais a idade gestacional de 37 semanas ou mais até 41 semanas e 6 dias, ou seja, menor de 42 semanas.[1]
- Gravidez pós-termo - quando o parto ocorre com mais de 42 semanas (294 ou mais dias)[1]
- Período perinatal - decorre entre as 22 semanas de gestação (154 dias), em que o peso do feto é de cerca de 500 gramas, até aos 7 dias após o nascimento.[1]
- Idade corrigida - corresponde à idade do recém-nascido deduzida do número de semanas que decorreu entre o nascimento prematuro e o referencial de 40 semanas de gestação.[4] Assim, a um bebé de 24 meses que tenha nascido prematuro com 28 semanas, é-lhe atribuída uma idade corrigida de 21 meses (40-28=12 semanas=3 meses, 24-3=21).[2]
- Data estimada do parto - Desde que a mulher se recorde com precisão da data de início da última menstruação, esta pode ser calculada com uma exatidão de ±4/5 dias. No caso de mulheres com ciclos irregulares este erro pode ser de semanas.[2]

## Cálculo da idade gestacional
Nos casos em que se desconhece com precisão a DUM, em que a mulher possui ciclos irregulares, ou ainda para constatar se a evolução do feto está a ser de acordo com o esperado, recorre-se a outras formas de cálculo da idade gestacional.
1. Conhecimento da data da relação sexual ou da data da transferência do embrião (no caso de FIV);
2. Observação de sinais relacionados à ovulação (como, por exemplo, temperatura corporal);
3. Medições do tamanho do útero da gestante;
4. Medições do tamanho do feto, a partir do exame de ultrassom.

### Medidas por ecografia obstétrica

#### Dimensão do saco gestacional
A primeira dimensão possível de obter por via ecográfica, entre a 5ª e a 8ª semana, é a dimensão do saco gestacional. O saco é medido nas suas três dimensões, tomada a média destas e, como regra simples, é adicionado 30 a essa média para obter a idade gestacional em dias.

#### Comprimento Cabeça-Nádega
O comprimento cabeça-nádega (CCN) é uma das medidas obtidas a partir de ultra-sonografia no primeiro trimestre de gestação. Pode-se estabelecer uma relação aproximada (com uma precisão de 3 a 5 dias) entre a idade gestacional (IG) e o CCN, conforme a tabela a seguir:
| CCN(1)                                                                        | IG(2) | CCN | IG  | CCN | IG   | CCN | IG   | CCN | IG   | CCN | IG   | CCN | IG   | CCN | IG   |
| 0,2                                                                           | 5,7   | 1,2 | 7,4 | 2,2 | 8,9  | 3,2 | 10,1 | 4,2 | 11,1 | 5,2 | 11,9 | 6,2 | 12,6 | 7,2 | 13,4 |
| 0,3                                                                           | 5,9   | 1,3 | 7,5 | 2,3 | 9,0  | 3,3 | 10,2 | 4,3 | 11,2 | 5,3 | 12,0 | 6,3 | 12,7 | 7,3 | 13,4 |
| 0,4                                                                           | 6,1   | 1,4 | 7,7 | 2,4 | 9,1  | 3,4 | 10,3 | 4,4 | 11,2 | 5,4 | 12,0 | 6,4 | 12,8 | 7,4 | 13,5 |
| 0,5                                                                           | 6,2   | 1,5 | 7,9 | 2,5 | 9,2  | 3,5 | 10,4 | 4,5 | 11,3 | 5,5 | 12,1 | 6,5 | 12,8 | 7,5 | 13,6 |
| 0,6                                                                           | 6,4   | 1,6 | 8,0 | 2,6 | 9,4  | 3,6 | 10,5 | 4,6 | 11,4 | 5,6 | 12,2 | 6,6 | 12,9 | 7,6 | 13,7 |
| 0,7                                                                           | 6,6   | 1,7 | 8,1 | 2,7 | 9,5  | 3,7 | 10,6 | 4,7 | 11,5 | 5,7 | 12,3 | 6,7 | 13,0 | 7,7 | 13,8 |
| 0,8                                                                           | 6,7   | 1,8 | 8,3 | 2,8 | 9,6  | 3,8 | 10,7 | 4,8 | 11,6 | 5,8 | 12,3 | 6,8 | 13,1 | 7,8 | 13,8 |
| 0,9                                                                           | 6,9   | 1,9 | 8,4 | 2,9 | 9,7  | 3,9 | 10,8 | 4,9 | 11,7 | 5,9 | 12,4 | 6,9 | 13,1 | 7,9 | 13,9 |
| 1,0                                                                           | 7,1   | 2,0 | 8,6 | 3,0 | 9,9  | 4,0 | 10,9 | 5,0 | 11,7 | 6,0 | 12,5 | 7,0 | 13,2 | 8,0 | 14,0 |
| 1,1                                                                           | 7,2   | 2,1 | 8,7 | 3,1 | 10,0 | 4,1 | 11,0 | 5,1 | 11,8 | 6,1 | 12,6 | 7,1 | 13,3 | 8,1 | 14,1 |
| Notas: (1) Comprimento cabeça-nádega em cm. (2) Idade gestacional em semanas. |       |     |     |     |      |     |      |     |      |     |      |     |      |     |      |
Numa fórmula aproximada calcula-se a idade gestacional em semanas, adicionando 6,5 ao comprimento cabeça-nádega em centímetros.

#### Diâmetro biparietal
O diâmetro biparietal (DBP), a distância transversal entre os parietais do crânio do feto, é medido a partir das 12 semanas de gestação. A exactidão média do cálculo da idade gestacional é de ± 1,1 semanas se medido às 14 a 20 semanas de gestação.

#### Circunferência cefálica
Uma outra medida utilizada é o perímetro, ou circunferência cefálica (CC), que é calculada a partir do diâmetro biparietal e do diâmetro anterior/posterior (DAP), pela fórmula (APD + BPD)/2 x 3.14. É considerada uma medida mais exacta do que o DBP para o cálculo da idade gestacional.

#### Comprimento do fémur
Após as 14 semanas pode-se ao medir o comprimento do fémur (F) tendo uma exactidão média do cálculo da idade gestacional idêntico ao cálculo pelo DBP.

#### Circunferência abdominal
À semelhança da circunferência cefálica, a circunferência abdominal é calculada a partir das medidas anterior/posterior e transversal do abdómen do feto.

#### Medidas compostas
Atendendo à importância do cálculo da idade gestacional, é frequente utilizar pelo menos duas, mas frequentemente 4 ou 5 destas medidas, obtendo depois a média aritmética delas para obter a idade gestacional.
Muitos dos modernos aparelhos de ecógrafia possuem programas de análise biométrica que permitem visualisar de imediato os resultados dos vários cálculos referentes à idade gestacional. Nota: estes diferentes parâmetros são utilizados para várias outras análises ao desenvolvimento fetal para além do cálculo da idade fetal, tais como eventuais atrasos nos níveis de crescimento fetal.

### A melhor estimativa obstétrica
A idade gestacional é calculada por vezes na base da "melhor estimativa obstétrica", consistindo esta numa combinação das informações relativas ao primeiro dia do período menstrual, ao exame físico da mãe e ao resultado das ecografias obstétricas.
Após o nascimento também é possível calcular a idade gestacional, e importante para determinar a eventual prematuridade do recém-nascido, utilizando, nomeadamente, o score New Balard, uma opção simplificada do score de Dubowitz e que consiste na avaliação de um conjunto de 12 características somáticas e neurológicas do recém nascido.